# Strefa Wspólnego Dobrobytu Wielkiej Azji Wschodniej

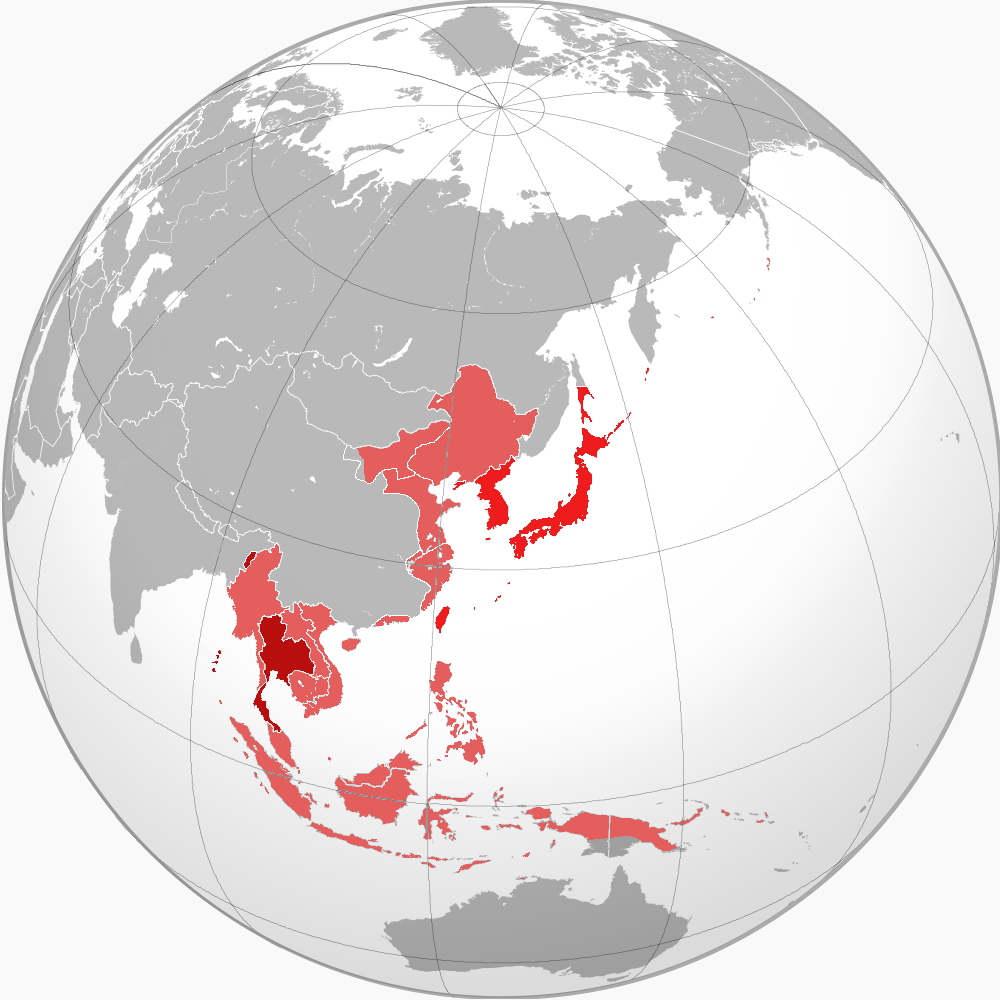
Strefa Wspólnego Dobrobytu Wielkiej Azji Wschodniej

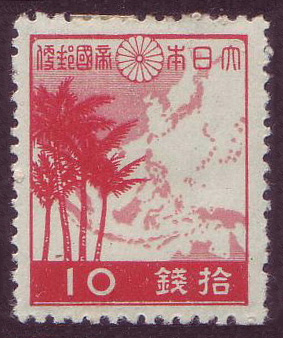
Japoński znaczek pocztowy, przedstawiający Wielką Wschodnioazjatycką Strefę Wspólnego Dobrobytu

Strefa Wspólnego Dobrobytu Wielkiej Azji Wschodniej, Wielki Wschodnioazjatycki Obszar Dobrobytu (jap. 大東亜共栄圏 Dai-tōa-kyōeiken) – japońskie plany utworzenia w 1940 r. z podbitych państw oraz z zajętych europejskich posiadłości w Azji Południowo-Wschodniej bloku państw będących w rzeczywistości podporządkowaną Japonii strefą okupacyjną.

## Historia
Jednym z pomysłodawców stworzenia „Strefy Wspólnego Dobrobytu Wielkiej Azji Wschodniej” był generał Hachirō Arita (1884–1965), który wówczas był ministrem spraw zagranicznych Japonii. Stworzył on ideę „Wielkiej Azji Wschodniej” (大東亜, Dai-tō-a). W dniu 1 sierpnia 1940 r. minister spraw zagranicznych Yōsuke Matsuoka (1880–1946) ogłosił powstanie Strefy Wspólnego Dobrobytu. Miała ona służyć Japończykom w podporządkowaniu sobie terenów bogatych w surowce, niezbędne do dalszego prowadzenia wojny na Pacyfiku.
Strefa miała obejmować Chiny, Koreę, Tajlandię, Birmę, Wietnam, Laos, Kambodżę, Malaje oraz Indonezję. Władzę w poszczególnych państwach miała sprawować Cesarska Armia Japońska albo kolaboranckie lub marionetkowe rządy. Dzięki hasłom takim jak „Azja dla Azjatów”, podsycano antykolonialne nastroje w krajach Azji Wschodniej. Tego typu panazjatycka propaganda wmawiała, że Japończycy nie podbijają, a wyzwalają Azjatów, którzy są niewoleni przez białych kolonizatorów. Usprawiedliwiano w ten sposób zaborczą politykę Japonii.
Idea „Strefy Wspólnego Dobrobytu Wielkiej Azji Wschodniej” upadła wraz z kapitulacją Japonii.